# Woltershausen
Woltershausen är en ortsteil i kommunen Lamspringe i Landkreis Hildesheim i förbundslandet Niedersachsen i Tyskland. Woltershausen var en kommun fram till 1 november 2016 när den uppgick i Lamspringe. Kommunen Woltershausen hade 817 invånare 2016.